# (14486) Tuscia
(14486) Tuscia (1994 TE) – planetoida z pasa głównego asteroid okrążająca Słońce w ciągu 3,63 lat w średniej odległości 2,36 j.a. Odkryta 4 października 1994 roku.